# Моротай
Моротай (на индонезийски: Pulau Morotai) е остров в Тихия океан, в Малайския архипелаг, четвъртият по големина остров от Молукските острови, разположен на североизток от остров Халмахера, принадлежащ на Индонезия. Площта му е 2266 km², а населението през 2020 г. наброява 74 400 души. Западно от него е разположен малкият остров Рау. Преобладава нископланинският и хълмист силно разчленен вулканичен релеф с максимална височина 1250 m. Югозападното му крайбрежие е осеяно с коралови рифове. Климатът е субекваториален с годишна сума на валежите около 2700 mm. Покрит е влажни тропични гори. Населението е съсредоточено по крайбрежието и се занимава с риболов и отглеждане на кокосови палми, палма саго, карамфилово дърво и събиране на дървесна смола. Главни селища са Хапо, Ваябула и Питу.